# Sydney International 1998 - Qualificazioni singolare maschile
Le qualificazioni del singolare maschile dello  Sydney International 1998 sono state un torneo di tennis preliminare per accedere alla fase finale della manifestazione. I vincitori dell'ultimo turno sono entrati di diritto nel tabellone principale. In caso di ritiro di uno o più giocatori aventi diritto a questi sono subentrati i lucky loser, ossia i giocatori che hanno perso nell'ultimo turno ma che avevano una classifica più alta rispetto agli altri partecipanti che avevano comunque perso nel turno finale.
Le qualificazioni del torneo Sydney International 1998 prevedevano 32 partecipanti di cui 4 sono entrati nel tabellone principale.

## Teste di serie
1. Filip Dewulf (primo turno)
2. Sláva Doseděl (ultimo turno)
3. Sargis Sargsian (Qualificato)
4. Alex Rădulescu (primo turno)

1. Juan Antonio Marín (secondo turno)
2. David Prinosil (ultimo turno)
3. Hendrik Dreekmann (Qualificato)
4. Marcello Craca (secondo turno)

## Qualificati
1. Dick Norman
2. Hendrik Dreekmann

1. Sargis Sargsian
2. Michael Tebbutt

## Tabellone

### Legenda
| - Q = Qualificato - WC = Wild card - LL = Lucky loser | - ALT = Alternate - SE = Special Exempt - PR = Protected Ranking | - w/o = Walkover - r = Ritirato - d = Squalificato |

### Sezione 1
|  | Primo turno     | Primo turno        | Primo turno        | Primo turno | Primo turno |  |  | Secondo turno      | Secondo turno      | Secondo turno | Secondo turno | Secondo turno |   |    | Ultimo turno | Ultimo turno | Ultimo turno | Ultimo turno | Ultimo turno |  |
|  |                 |                    |                    |             |             |  |  |                    |                    |               |               |               |   |    |              |              |              |              |              |  |
|  |                 | Davide Sanguinetti | Davide Sanguinetti | 7           | 6           |  |  |                    |                    |               |               |               |   |    |              |              |              |              |              |  |
|  | 1               | Filip Dewulf       | Filip Dewulf       | 5           | 2           |  |  | Davide Sanguinetti | Davide Sanguinetti | 2             | 6             | 5             |   |    |              |              |              |              |              |  |
|  | Dick Norman     | Dick Norman        | 6                  | 6           | 7           |  |  | Dick Norman        | Dick Norman        | 6             | 3             | 7             |   |    |              |              |              |              |              |  |
|  | Radomír Vašek   | Radomír Vašek      | 7                  | 3           | 6           |  |  |                    |                    |               |               |               |   |    | Dick Norman  | Dick Norman  | Dick Norman  | 6            | 3            |  |
|  | Todd Larkham    | Todd Larkham       | 6                  | 3           | 6           |  |  |                    |                    | Todd Larkham  | Todd Larkham  | Todd Larkham  | 2 | 1r |              |              |              |              |              |  |
|  | John van Lottum | John van Lottum    | 3                  | 6           | 4           |  |  |                    | Todd Larkham       | 7             | 4             | 6             |   |    |              |              |              |              |              |  |
|  | 8               | Marcello Craca     | 2                  | 6           | 6           |  |  | 8                  | Marcello Craca     | 5             | 6             | 3             |   |    |              |              |              |              |              |  |
|  |                 | Arnaud Clément     | 6                  | 4           | 2           |  |  |                    |                    |               |               |               |   |    |              |              |              |              |              |  |

### Sezione 2
|  | Primo turno       | Primo turno       | Primo turno       | Primo turno | Primo turno |  |  | Secondo turno | Secondo turno     | Secondo turno | Secondo turno     | Secondo turno     |   |   | Ultimo turno | Ultimo turno  | Ultimo turno  | Ultimo turno | Ultimo turno |  |
|  |                   |                   |                   |             |             |  |  |               |                   |               |                   |                   |   |   |              |               |               |              |              |  |
|  | 2                 | Sláva Doseděl     | 4                 | 6           | 6           |  |  |               |                   |               |                   |                   |   |   |              |               |               |              |              |  |
|  |                   | Jacobo Diaz-Ruiz  | 6                 | 0           | 3           |  |  | 2             | Sláva Doseděl     | 3             | 6                 | 6                 |   |   |              |               |               |              |              |  |
|  | Peter Tramacchi   | Peter Tramacchi   | Peter Tramacchi   | 7           | 6           |  |  |               | Peter Tramacchi   | 6             | 4                 | 2                 |   |   |              |               |               |              |              |  |
|  | Cristiano Caratti | Cristiano Caratti | Cristiano Caratti | 6           | 4           |  |  |               |                   |               |                   |                   |   |   | 2            | Sláva Doseděl | Sláva Doseděl | 1            | 3            |  |
|  | Franco Squillari  | Franco Squillari  | Franco Squillari  | 6           | 7           |  |  |               |                   | 7             | Hendrik Dreekmann | Hendrik Dreekmann | 6 | 6 |              |               |               |              |              |  |
|  | Rainer Schüttler  | Rainer Schüttler  | Rainer Schüttler  | 1           | 5           |  |  |               | Franco Squillari  | 6             | 1                 | 2                 |   |   |              |               |               |              |              |  |
|  | 7                 | Hendrik Dreekmann | 6                 | 6           | 7           |  |  | 7             | Hendrik Dreekmann | 4             | 6                 | 6                 |   |   |              |               |               |              |              |  |
|  |                   | Gianluca Pozzi    | 7                 | 3           | 6           |  |  |               |                   |               |                   |                   |   |   |              |               |               |              |              |  |

### Sezione 3
|  | Primo turno            | Primo turno            | Primo turno          | Primo turno | Primo turno |  |  | Secondo turno | Secondo turno      | Secondo turno | Secondo turno | Secondo turno |   |   | Ultimo turno | Ultimo turno    | Ultimo turno | Ultimo turno | Ultimo turno |  |
|  |                        |                        |                      |             |             |  |  |               |                    |               |               |               |   |   |              |                 |              |              |              |  |
|  | 3                      | Sargis Sargsian        | 6                    | 4           | 7           |  |  |               |                    |               |               |               |   |   |              |                 |              |              |              |  |
|  |                        | Marzio Martelli        | 4                    | 6           | 6           |  |  | 3             | Sargis Sargsian    | 1             | 6             | 6             |   |   |              |                 |              |              |              |  |
|  | Dirk Dier              | Dirk Dier              | 6                    | 3           | 7           |  |  |               | Dirk Dier          | 6             | 4             | 3             |   |   |              |                 |              |              |              |  |
|  | Emilio Benfele Álvarez | Emilio Benfele Álvarez | 2                    | 6           | 6           |  |  |               |                    |               |               |               |   |   | 3            | Sargis Sargsian | 6            | 6            | 7            |  |
|  | Jurek Stasiak          | Jurek Stasiak          | Jurek Stasiak        | 6           | 6           |  |  |               |                    |               | Jurek Stasiak | 1             | 7 | 5 |              |                 |              |              |              |  |
|  | Gilbert Schaller       | Gilbert Schaller       | Gilbert Schaller     | 1           | 4           |  |  |               | Jurek Stasiak      | 4             | 6             | 6             |   |   |              |                 |              |              |              |  |
|  | 5                      | Juan Antonio Marín     | Juan Antonio Marín   | 7           | 6           |  |  | 5             | Juan Antonio Marín | 6             | 3             | 3             |   |   |              |                 |              |              |              |  |
|  |                        | Oscar Burrieza-Lopez   | Oscar Burrieza-Lopez | 6           | 2           |  |  |               |                    |               |               |               |   |   |              |                 |              |              |              |  |

### Sezione 4
|  | Primo turno            | Primo turno            | Primo turno    | Primo turno | Primo turno |  |  | Secondo turno   | Secondo turno   | Secondo turno   | Secondo turno  | Secondo turno |   |   | Ultimo turno | Ultimo turno    | Ultimo turno | Ultimo turno | Ultimo turno |  |
|  |                        |                        |                |             |             |  |  |                 |                 |                 |                |               |   |   |              |                 |              |              |              |  |
|  |                        | Michael Tebbutt        | 6              | 6           | 6           |  |  |                 |                 |                 |                |               |   |   |              |                 |              |              |              |  |
|  | 4                      | Alex Rădulescu         | 7              | 1           | 1           |  |  | Michael Tebbutt | Michael Tebbutt | Michael Tebbutt | 6              | 7             |   |   |              |                 |              |              |              |  |
|  | Álex Calatrava         | Álex Calatrava         | 6              | 6           | 6           |  |  | Álex Calatrava  | Álex Calatrava  | Álex Calatrava  | 2              | 6             |   |   |              |                 |              |              |              |  |
|  | Dennis van Scheppingen | Dennis van Scheppingen | 4              | 7           | 4           |  |  |                 |                 |                 |                |               |   |   |              | Michael Tebbutt | 1            | 6            | 6            |  |
|  | Luke Smith             | Luke Smith             | Luke Smith     | 6           | 6           |  |  |                 |                 | 6               | David Prinosil | 6             | 1 | 3 |              |                 |              |              |              |  |
|  | Renzo Furlan           | Renzo Furlan           | Renzo Furlan   | 3           | 4           |  |  |                 | Luke Smith      | Luke Smith      | 4              | 2             |   |   |              |                 |              |              |              |  |
|  | 6                      | David Prinosil         | David Prinosil | 7           | 6           |  |  | 6               | David Prinosil  | David Prinosil  | 6              | 6             |   |   |              |                 |              |              |              |  |
|  |                        | Daniel Nestor          | Daniel Nestor  | 6           | 3           |  |  |                 |                 |                 |                |               |   |   |              |                 |              |              |              |  |